# Сейлем (Нью-Мексико)
Сейлем (англ. Salem) — переписна місцевість (CDP) в США, в окрузі Донья-Ана штату Нью-Мексико. Населення — 797 осіб (2020).

## Географія
Сейлем розташований за координатами 32°42′44″ пн. ш. 107°12′16″ зх. д. / 32.71222° пн. ш. 107.20444° зх. д. (32.712197, -107.204377).  За даними Бюро перепису населення США в 2010 році переписна місцевість мала площу 3,11 км², уся площа — суходіл.

## Демографія
Згідно з переписом 2010 року, у переписній місцевості мешкали 942 особи в 235 домогосподарствах у складі 199 родин. Густота населення становила 303 особи/км².  Було 259 помешкань (83/км²).
Расовий склад населення:
| - 72,5 % — білих - 0,6 % — корінних американців - 0,5 % — азіатів - 24,2 % — осіб інших рас |

До двох чи більше рас належало 2,1 %. Частка іспаномовних становила 96,9 % від усіх жителів.
За віковим діапазоном населення розподілялося таким чином: 39,5 % — особи молодші 18 років, 54,2 % — особи у віці 18—64 років, 6,3 % — особи у віці 65 років та старші. Медіана віку мешканця становила 22,7 року. На 100 осіб жіночої статі у переписній місцевості припадало 97,1 чоловіків;  на 100 жінок у віці від 18 років та старших — 103,6 чоловіків також старших 18 років.
За межею бідності перебувало 37,4 % осіб, у тому числі 49,2 % дітей у віці до 18 років та 0,0 % осіб у віці 65 років та старших.
Цивільне працевлаштоване населення становило 375 осіб. Основні галузі зайнятості: сільське господарство, лісництво, риболовля — 53,9 %, транспорт — 22,9 %, освіта, охорона здоров'я та соціальна допомога — 9,3 %, роздрібна торгівля — 7,2 %.